# Застава Намибије
Застава Намибије је усвојена 21. марта 1990. године када је Намибија постала независна држава.
Боје на застави су узете са заставе СВАПО-а (SWAPO (South West African People's Organization)), покрета који се борио за независност. Застава је усвојена 1971. и састоји се од хоризонталних линија плаво-црвено-зелено, најважније боје Овамбос народа, највеће етничке групе.